# Prefekt (akademisk titel)
Prefekt är inom högskola eller universitet chef för en institution.
Prefekter vid svenska universitet och högskolor utses av rektor och vanligen på förslag från personalen vid berörd institution. Att vara prefekt är numera ett myndighetsuppdrag på delegation från rektor, vilket innebär att man är arbetsgivarföreträdare, och därmed har personalansvar och ekonomiskt ansvar för verksamheten. Prefektuppdraget är oftast tidsbegränsat till en identifierad mandatperiod.
Traditionellt var en av institutionens professorer prefekt, ett uppdrag som ibland roterade bland professorerna och ibland istället kunde gå till den äldste. I takt med att prefektrollen under en period ändrades till en mera administrativ chefsroll blev det vanligare under en period att personer ur andra kategorier, som universitetslektorer, blev valda till prefekter.
Under de senaste åren har dock universiteten alltmer tydligt understrukit prefektens ansvar för akademiskt ledarskap vilket i praktiken inneburit att prefektrollen återigen i huvudsak är ett ansvar för en professor som vetenskaplig och akademisk ledare.
En proprefekt eller ställföreträdande prefekt är en vice prefekt som träder in i prefektens ställe om denne skulle vara förhindrad att agera som prefekt (sjukdom, långresa etc). I det vardagliga arbetet delar i regel prefekt och proprefekt på ledarskapet över institutionen.